# Jack Miller (automobilismo)
Jack Miller (Indianápolis, 14 de junho de 1961) é um ex-automobilista norte-americano. Em sua passagem pela IRL, ficou conhecido como "Piloto-dentista", por também exercer a profissão de dentista, daí utilizando o nome Dr. Jack Miller.
Entre 1997 e 2001, participou de 22 provas (largou em 19), sendo que, destas, abandonou em 18 e completou apenas três, com um nono lugar na etapa de Charlotte como melhor resultado - um aproveitamento de somente 3,96%. Miller, que correu pelas equipes AMS/Crest, Sinden, Tri-Star e Cahill Racing, encerrou sua carreira de piloto em 2001, após sofrer ferimentos em decorrência do acidente no GP de Atlanta, no qual foi um dos envolvidos. Chegou a se inscrever para a Indy 500, mas acabou desistindo após bater seu carro, confirmando sua aposentadoria definitiva das corridas.